# Тынспоег, Густав Аугустович
Густав Аугустович Тынспоег (род. 5 августа 1929 года, деревня Каавере, волость Салла, Вирумаа — 7 мая 2006 года, Таллин) — государственный деятель Эстонской ССР.

## Биография
В 1945 году Тынспоег окончил семилетнюю школу Саллы. Окончил в 1949 году финансово-кредитное училище, в 1958 году - Всесоюзный институт финансов, а в 1971 году — Высшую партийной школу ЦК КПСС.
Густав Тынспоег с 1949 года работал старшим инспектором финансового отдела Исполнительного комитета Ярвамаа, а затем заведующим отдела государственных доходов.
После службы в Советской Армии он был учителем в семилетней школе Вастсе-Куусте с 1953 по 1954 год. Затем он был начальником финансового отдела Пайдского районного исполнительного комитета и заместителем председателя Пайдского райисполкома.
С 1958 по 1962 год он был председателем Пайдского райисполкома, а с 1962 по 1964 год — главой исполнительного комитета Пайдского производственного объединения колхозов и совхозов.
С 1964 по 1965 год он был первым заместителем председателя Комитета по планированию Эстонской ССР.
С 1965 по 1971 год Тынспоег был министром мясной и молочной промышленности Эстонской ССР .
С 1973 по 1987 год он был председателем Госплана и заместителем председателя Совета министров Эстонской ССР.
С 1987 по 1988 годы Тынспоег был председателем Комитета партийного контроля Эстонской ССР .
12 сентября 1988 года Тынспоег был назначен первым заместителем председателя Совета министров Эстонской ССР и председателем Гоагропрома Эстонской ССР до 31 марта 1990 года.
Член КПСС с 1956 года, член Центристской партии Эстонии с 2001 года.
Депутат 6-го, 8-11-го созывов Верховного Совета Эстонской ССР и 10-го созыва Верховного Совета СССР .

## Награды
- Орден Трудового Красного Знамени (4)
- Орден «Знак Почёта»